# Adres MAC
Adres MAC (ang. media access control address) – sprzętowy adres karty sieciowej w sieciach standardu Ethernet i Token Ring, unikatowy w skali światowej, nadawany przez producenta danej karty podczas jej produkcji. Jest on 48-bitową liczbą zapisywaną heksadecymalnie (szesnastkowo). Czasami można się spotkać z określeniem, że adres MAC jest 6-bajtowy, ponieważ 1 bajt to 8 bitów, więc 6 bajtów odpowiada 48 bitom. Pierwsze 24 bity liczby oznaczają producenta karty sieciowej (ang. vendor code), pozostałe 24 bity są unikatowym identyfikatorem danego egzemplarza karty. Na przykład adres 00:0A:E6:3E:FD:E1 oznacza, że karta została wyprodukowana przez Elitegroup Computer System Co. (ECS) i producent nadał jej numer 3E:FD:E1.
Prócz zakresów adresów przydzielonych dla poszczególnych producentów urządzeń sieciowych, istnieją również zarezerwowane adresy MAC służące sterowaniu przepływem, testom lub zarezerwowane dla przyszłych zastosowań.
Nowsze karty ethernetowe pozwalają na zmianę z poziomu systemu operacyjnego adresu MAC używanego przez kartę, z nadanego im przez producenta na dowolny prawidłowy. Opcja ta pozwala np. na przeprowadzanie testów w sieci lokalnej, a także na używanie interfejsów wirtualnych, korzystających z jednej fizycznej karty sieciowej. Używanie adresów MAC innych niż fabrycznie nadane może powodować ich kolizje, gdyż adres ustawiony ręcznie może być już nadany innemu urządzeniu w sieci przez jego producenta. Zaleca się więc używanie do tego celu odpowiednich zakresów testowych.